# Lituània
Lituània, i oficialment República de Lituània (en lituà: Lietuvos Respublika) és un estat d'Europa, i el més al sud dels estats bàltics. Limita al nord amb Letònia, a l'oest amb la mar Bàltica, al sud-est amb Belarús, i al sud amb Polònia i Kaliningrad (Rússia). Va formar part de la Unió Soviètica sota el nom de República Socialista Soviètica de Lituània. És membre de l'OTAN, del Consell d'Europa, i de la Unió Europea. Va entrar a l'espai Schengen el 21 de desembre 2007. Té una superfície de 65.200 km² i una població de 3.601.138 habitants (2002), amb una densitat de població de 55 hab./km². La capital és Vílnius, Capital Europea de la Cultura el 2009.

## Etimologia
El primer registre conegut del nom de Lituània (lituà: Lietuva) és en una història de Sant Bru del 9 de març de 1009 a la Crònica de Quedlinburg. La Crònica va registrar una forma llatinitzada del nom Lietuva: Litua (pronunciat [litua]). A causa de la manca d'evidències fiables, es desconeix el significat real del nom. Avui en dia, els estudiosos encara debaten sobre el significat de la paraula i hi ha algunes versions plausibles.

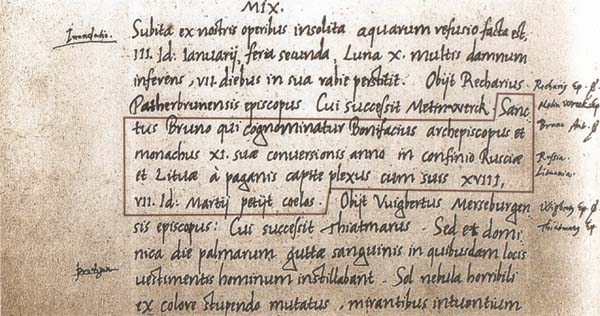
Nom de Lituània per escrit, 1009

Com que Lietuva té un sufix (-uva), la paraula original no hauria de tenir sufix. Un candidat probable és Lietā. Com que molts etnònims bàltics es van originar a partir d'hidrònims, els lingüistes han cercat el seu origen entre hidrònims locals. Normalment, aquests noms van evolucionar a través del procés següent: hidrònim → topònim → etnònim. Lietava, un petit riu no gaire lluny de Kernavė, l'àrea central del primer estat lituà i una possible primera capital de l'eventual Gran Ducat de Lituània, se sol acreditar com la font del nom. Tanmateix, el riu és molt petit i alguns troben improbable que un objecte tan petit i local hagi donat el seu nom a tota una nació. D'altra banda, aquesta denominació no té precedents en la història mundial.
Artūras Dubonis va proposar una altra hipòtesi, que Lietuva es relaciona amb la paraula leičiai (plural de leitis). Des de mitjan segle xiii, els leičiai eren un grup social de guerrers distint de la societat lituana subordinat al governant lituà o al mateix estat. La paraula leičiai s'utilitza a les fonts històriques dels segles XIV i XVI com a etnònim dels lituans (però no dels samogitians) i encara s'utilitza, generalment poèticament o en contextos històrics, en letó, que està estretament relacionada amb el lituà.

## Història de Lituània
Durant el segle xiv, Lituània va ser el país més gran d'Europa: l'actual Belarús, Ucraïna, i parts de Polònia i Rússia van ser els territoris del Gran Ducat de Lituània. Amb la Unió de Lublin el 1569, Polònia i Lituània va formar un nou Estat, la Confederació de Polònia i Lituània. La Unió va durar més de dos segles, fins a les particions de Polònia des de 1772-1795, amb l'annexió a l'Imperi Rus de la major part del territori de Lituània, fet que va influir en la cultura de Lituània. Arran de la Primera Guerra Mundial, amb la signatura de l'acta de la Independència de Lituània, fou signat el 16 de febrer de 1918, declarant el restabliment d'un estat sobirà. A partir de 1940, Lituània va ser ocupada en primer lloc per la Unió Soviètica després de l'Alemanya nazi. Quan la Segona Guerra Mundial s'acostava a la seva fi el 1944 i els nazis es van retirar, la Unió Soviètica va tornar a ocupar Lituània. L'11 de març de 1990, Lituània va esdevenir la primera república soviètica que va declarar la seva independència. Abans de la crisi financera mundial de 2008-2009, la Lituània post-soviètica tenia una de les economies de més ràpid creixement a la Unió Europea.

## Geografia

Mapa de Lituània (en anglès)

L'orografia del país consisteix en planures alternades amb petits turons d'origen glacial, amb restes a la part SE i E dels antics llacs de l'època glacial. Així, el territori és gairebé pla i amb petites elevacions pròpies del relleu glacial, amb turons morrènics a la conca del Nemunas que no passen dels 300 metres d'altitud. Hi ha dues zones molt diferenciades al país:
- La zona plana o Žemaitija (Samogítia), on només hi ha els turons del mateix nom i la plana de Merkys.
- La zona alta o Aukštaitija, on hi ha les zones més altes del país, i destaquen només els turons d'Ašmena, amb el Juozapinė (amb 292 metres), la màxima alçària de Lituània.

Pel que fa als rius, tots ells desemboquen a la conca bàltica i generalment no són gaire cabalosos; els més importants són el Nemunas Niemen, Neris, Virvyčia, šventoji, Venta, Mūša, Šešupė, Nevėžis, Dubysa, Minija, Šušvė, Merkys, Jūra.
També hi ha al país uns 3.000 llacs petits i aiguamolls, que ocupen l'1,5% del total del territori. La resta és ocupat per les pastures (un 22%) i pels boscos (un 16%), que han fet tradicionalment al país força apte per l'agricultura i la ramaderia, riquesa tradicional dels lituans.

## Política

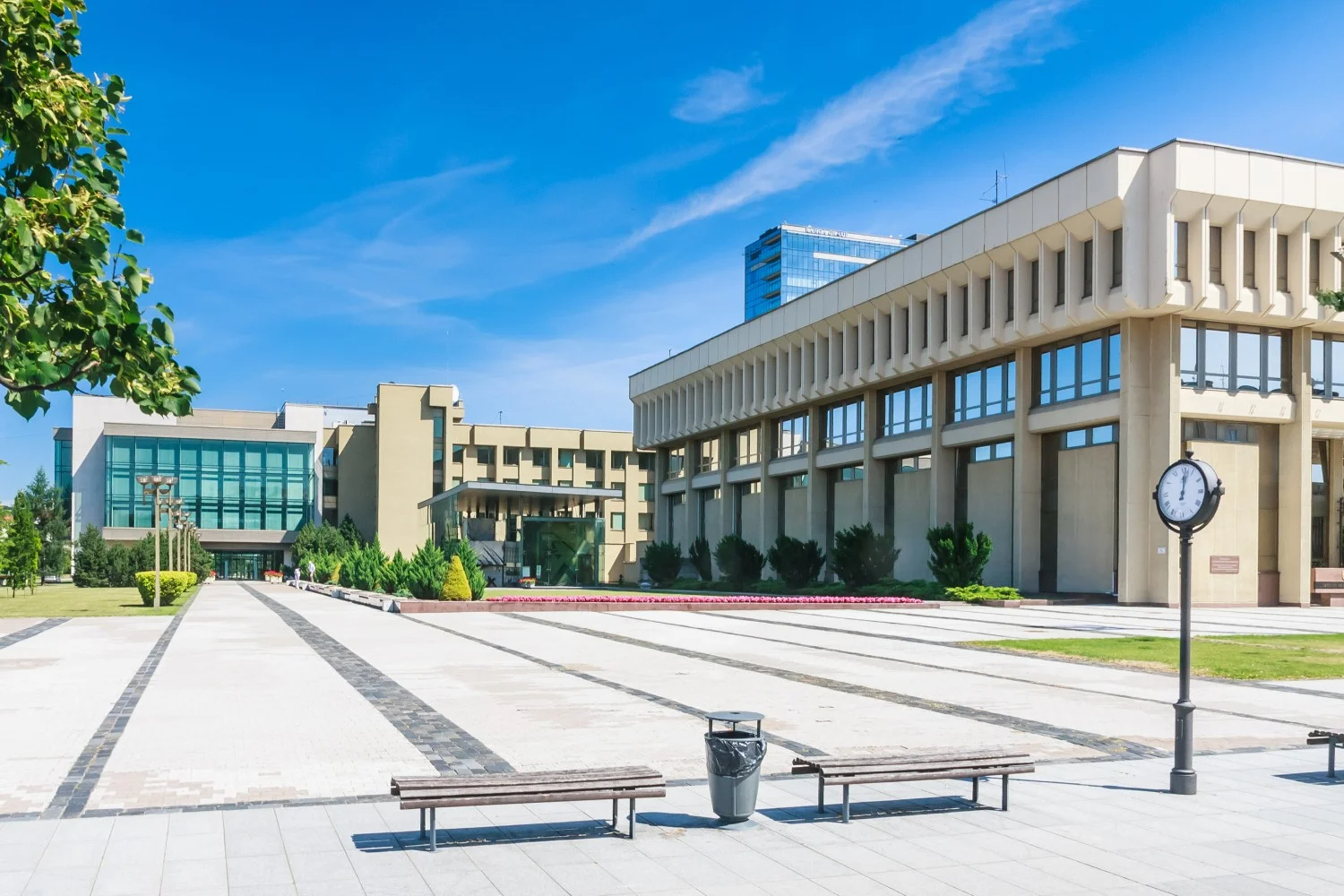
Seimas — Parlament de Lituània

Des que Lituània va declarar la seva independència l'11 de març de 1990, ha mantingut una clara línia democràtica. A les primeres eleccions generals després de la independència, el 25 d'octubre de 1992, el 56,75% del total dels votants va donar suport a la nova Constitució. Varen haver-hi intensos debats sobre aquesta, i especialment sobre el paper del president. El referèndum es va celebrar per separat el 23 de maig de 1992 per conèixer l'opinió pública sobre l'assumpte i el 41% dels votants va donar suport a la restauració del President de Lituània. Finalment, es va acordar un sistema semipresidencialista.
El cap d'Estat lituà és el President, elegit directament per a un mandat de cinc anys, amb un màxim de dos mandats consecutius. La figura del President és en gran part representativa, les funcions principals no obstant això són assumptes de política exterior i de seguretat nacional. El president és també el comandant militar en cap. El President, amb l'aprovació de l'òrgan parlamentari, el Seimas, també nomena el primer ministre i, sobre el nomenament d'aquest últim, la resta del gabinet, així com un nombre superior d'altres funcionaris civils i els magistrats de tots els tribunals. Els magistrats del Tribunal Constitucional (Konstitucinis teismas), que serveixen per nou anys, són nomenats pel President (tres jutges), el President del Seimas (tres jutges) i el President de la Cort Suprema (tres jutges). El parlament unicameral de Lituània, el Seimas, té 141 membres que són elegits per mandats de quatre anys. 71 dels membres d'aquest cos legislatiu són elegits en circumscripcions individuals, i els altres 70 són elegits en una votació a escala nacional per representació proporcional. Un partit ha de rebre almenys el 5% dels vots per estar representat en el Seimas.

### Partits polítics i eleccions
Lituània va ser un dels primers països del món a concedir a les dones el dret de vot a les eleccions. Les dones lituanes van poder votar per la Constitució de Lituània de 1918 i van utilitzar el seu dret recentment concedit per primera vegada el 1919. En fer-ho, Lituània ho va permetre abans que països tan democràtics com els Estats Units (1920), França (1945), Grècia (1952), Suïssa (1971).

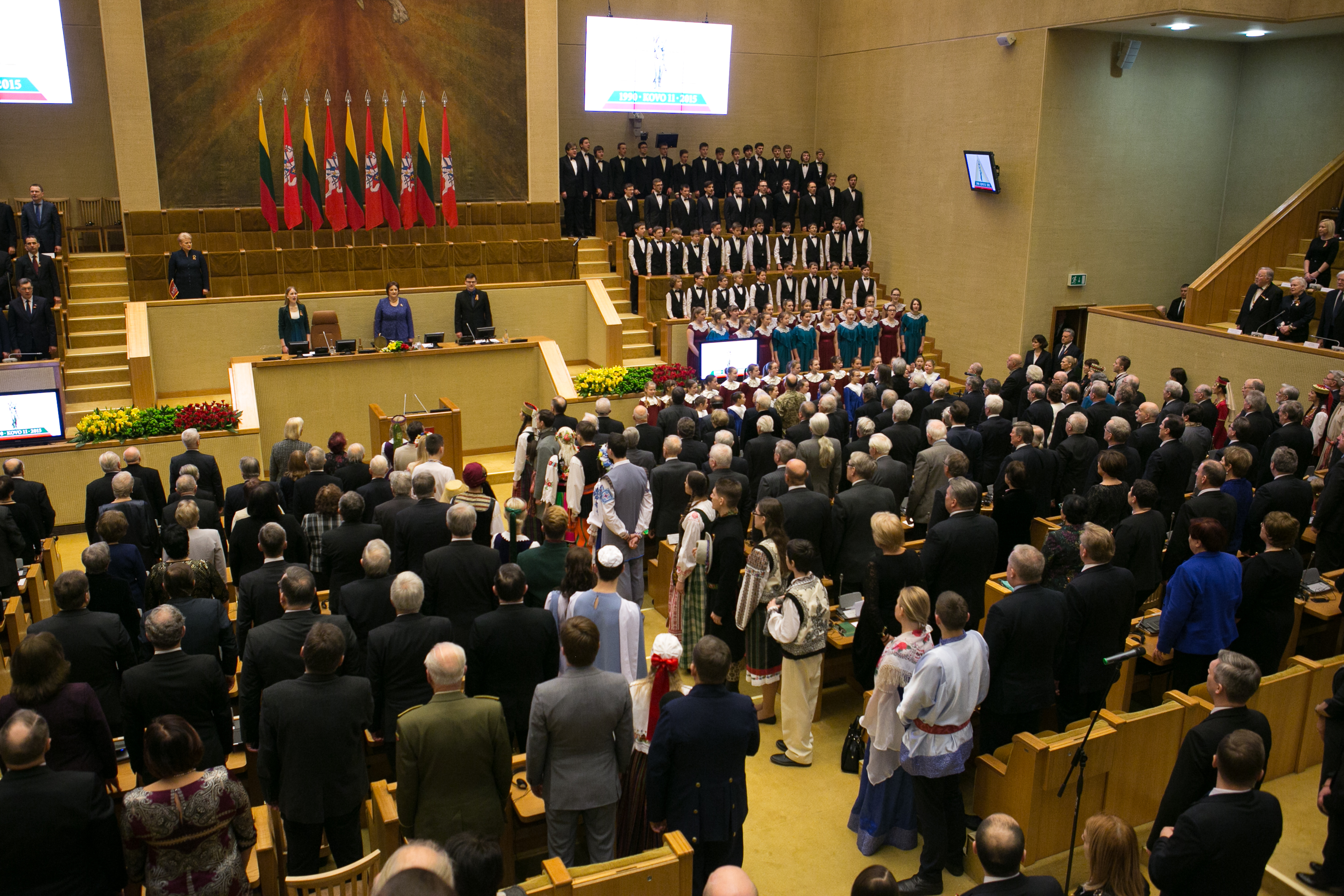
Commemoració de l'Acta de restabliment de l'Estat de Lituània a la històrica sala del Palau del Seimas on es va signar originalment l'any 1990. La cerimònia compta amb la presència del president de Lituània, el primer ministre, el president del Seimas i altres alts càrrecs.

Lituània presenta un sistema multipartidista fragmentat, amb una sèrie de petits partits en els quals els governs de coalició són comuns. Les eleccions ordinàries al Seimas tenen lloc el segon diumenge d'octubre cada quatre anys. Per ser elegibles, els candidats han de tenir almenys 25 anys el dia de les eleccions, no estar sotmesos a un estat estranger i residir permanentment a Lituània. Les persones que compleixin o hagin de complir una condemna imposada pel tribunal 65 dies abans de les eleccions no són elegibles. Així mateix, no es poden presentar a les eleccions els jutges, els ciutadans que fan el servei militar i els militars del servei militar professional i els funcionaris d'institucions i establiments estatutaris. Unió Patriòtica - Democristians Lituans van guanyar les Eleccions legislatives lituanes de 2020 i van obtenir 50 dels 141 escons al parlament. L'octubre de 2020, la candidata a primer ministre de la Unió Patria-Demòcrata Cristiana Lituana (TS-LKD) Ingrida Šimonytė va formar una coalició de centredreta amb dos partits liberals.
El president de Lituània és el cap d'estat del país, elegit per a un mandat de cinc anys per majoria de vots. Les eleccions tenen lloc l'últim diumenge no més de dos mesos abans del final de l'actual mandat presidencial. Per ser elegibles, els candidats han de tenir almenys 40 anys el dia de les eleccions i residir a Lituània durant almenys tres anys, a més de complir els criteris d'elegibilitat per a un membre del parlament. Un mateix president no pot exercir més de dos mandats. Gitanas Nausėda ha guanyat les eleccions més recents com a candidat independent el 2019.
Cada municipi de Lituània està governat per un consell municipal i un alcalde, que és membre del consell municipal. El nombre de membres, elegits per un mandat de quatre anys, a cada ajuntament depèn de la mida del municipi i varia des de 15 (en municipis de menys de 5.000 habitants) fins a 51 (en municipis de més de 500.000 habitants). L'any 2015 van ser elegits 1.524 consellers municipals Els membres del consell, a excepció de l'alcalde, s'elegeixen mitjançant representació proporcional. A partir de l'any 2015, l'alcalde és elegit directament per la majoria de veïns del municipi. El Partit Socialdemòcrata de Lituània va guanyar la majoria dels càrrecs a les eleccions del 2015 (372 escons als consells municipals i 16 alcaldes).
A partir del 2019, el nombre d'escons al Parlament Europeu assignats a Lituània era d'11. Les eleccions ordinàries tenen lloc un diumenge el mateix dia que a la resta de països de la UE. El vot està obert a tots els ciutadans de Lituània, així com als ciutadans d'altres països de la UE que resideixin permanentment a Lituània, que tinguin almenys 18 anys el dia de les eleccions. Per ser elegibles, els candidats han de tenir almenys 21 anys el dia de les eleccions, ser ciutadà de Lituània o un ciutadà d'un altre país de la UE amb residència permanent a Lituània. Els candidats no poden presentar-se a les eleccions en més d'un país. Les persones que compleixin o hagin de complir una condemna imposada pel tribunal 65 dies abans de les eleccions no són elegibles. Així mateix, no es poden presentar a les eleccions els jutges, els ciutadans que fan el servei militar i els militars del servei militar professional i els funcionaris d'institucions i establiments estatutaris. Sis partits polítics i representants d'un comitè van guanyar escons a les eleccions del 2019.

### Llei i aplicació de la llei
El primer intent de codificar les lleis lituanes va ser l'any 1468 quan el Codi de Casimir va ser compilat i adoptat pel Gran Duc Casimir IV Jagelló. Al segle xvi es van crear tres edicions dels Estatuts de Lituània amb el Primer Estatut aprovat el 1529, el Segon Estatut el 1566 i el Tercer Estatut el 1588. El 3 de maig de 1791, el Gran Sejm va adoptar la primera i la segona Constitució del món. El Tercer Estatut va estar parcialment en vigor al territori de Lituània fins i tot fins al 1840, malgrat la Tercera Partició de la Commonwealth polonesa-lituana el 1795.
El 1934–1935, Lituània va celebrar el primer judici massiu dels nazis a Europa, els condemnats van ser condemnats a presó en una presó de treball pesat i penes capitals.
Després de recuperar la independència el 1990, els codis legals soviètics, en gran part modificats, van estar en vigor durant aproximadament una dècada. L'actual Constitució de Lituània va ser aprovada el 25 d'octubre de 1992. El 2001, el Codi Civil de Lituània va ser aprovat a Seimas. Va ser succeït pel Codi Penal i el Codi de Procediment Penal l'any 2003. L'enfocament del dret penal és inquisitorial, en contraposició a l'adversari; generalment es caracteritza per una insistència en la formalitat i la racionalització, en oposició a la practicitat i la informalitat. L'acte jurídic normatiu entra en vigor l'endemà de la seva publicació al Teisės aktų registras, llevat que tingui una data d'entrada en vigor posterior.
El dret de la Unió Europea és part integrant de l'ordenament jurídic lituà des de l'1 de maig de 2004.

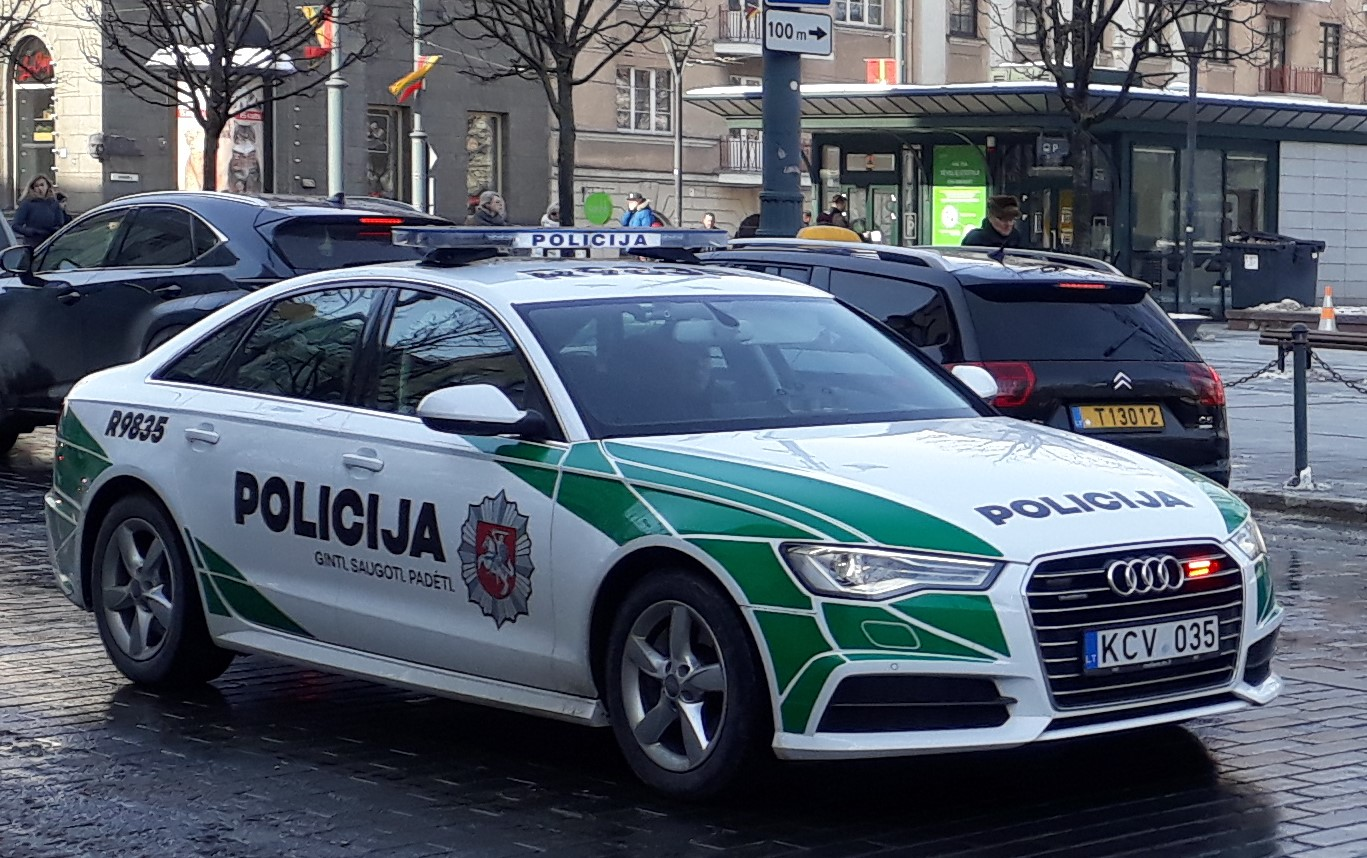
Cotxe de la policia lituana a l’Avinguda Gediminas, Vílnius

Lituània, després de separar-se de la Unió Soviètica, va tenir una situació de delinqüència difícil, però les forces de l'ordre lituanes van lluitar contra el crim al llarg dels anys, fent de Lituània un país raonablement segur. La delinqüència a Lituània va disminuir ràpidament. L'aplicació de la llei a Lituània és responsabilitat principal dels comissariats locals de Lietuvos policija (policia lituana). Es complementen amb els Lietuvos policijos antiteroristinių operacijų rinktinė Aras (Equip d'operacions antiterroristes de la Policia Lituana Aras), Lietuvos kriminalinės policijos biuras (Oficina de Policia Criminal de Lituània), Lietuvos policijos kriminalistinių Centre d'Investigació i Centre de Recerca Lituania (Lituania) policijos tarnyba (Servei de policia de carretera de Lituània).
El 2017, hi havia 63.846 delictes registrats a Lituània. D'aquests, els robatoris van representar una gran part amb 19.630 casos (un 13,2% menys que el 2016). Mentre que 2.835 delictes van ser greus i molt greus (delictes que poden suposar més de sis anys de presó), la qual cosa suposa un 14,5% menys que el 2016. En total, s'han produït 129 homicidis o intent d'homicidi (un 19,9% menys que el 2016), mentre que les lesions corporals greus es van registrar 178 vegades (un 17,6% menys que el 2016). Un altre delicte problemàtic dels casos de contraban també va disminuir un 27,2% respecte a les xifres del 2016. Mentrestant, els delictes en els camps de seguretat de dades electròniques i tecnologies de la informació van augmentar notablement un 26,6%. A l'Eurobaròmetre especial de 2013, el 29% dels lituans va dir que la corrupció afecta la seva vida diària (la mitjana de la UE és del 26%). A més, el 95% dels lituans considerava que la corrupció era generalitzada al seu país (mitjana de la UE 76%), i el 88% estava d'acord que el suborn i l'ús de connexions sovint són la manera més fàcil d'obtenir determinats serveis públics (mitjana de la UE 73%). Tot i que, segons la branca local de Transparència Internacional, els nivells de corrupció han anat disminuint durant l'última dècada.
La pena capital a Lituània es va suspendre el 1996 i es va eliminar totalment el 1998. Lituània té el nombre més alt de reclusos de la UE. Segons el científic Gintautas Sakalauskas, això no es deu a l'elevat índex de criminalitat al país, sinó a l'alt nivell de repressió a Lituània i a la falta de confiança dels condemnats, que sovint són condemnats a presó.

### Subdivisió administrativa
Vegeu: Divisió administrativa de Lituània

### Relacions exteriors
Lituània es va convertir en membre de les Nacions Unides el 18 de setembre de 1991 i és signataria d'algunes de les seves organitzacions i altres acords internacionals. També és membre de la Unió Europea, del Consell d'Europa, de l'Organització per a la Seguretat i la Cooperació a Europa, així com de l'OTAN i del seu Consell de Coordinació de l'Atlàntic Nord adjunt. Lituània va ser membre de l'Organització Mundial del Comerç el 31 de maig de 2001 i es va unir a l'OCDE el 5 de juliol de 2018, alhora que buscava ser membre d'altres organitzacions occidentals.

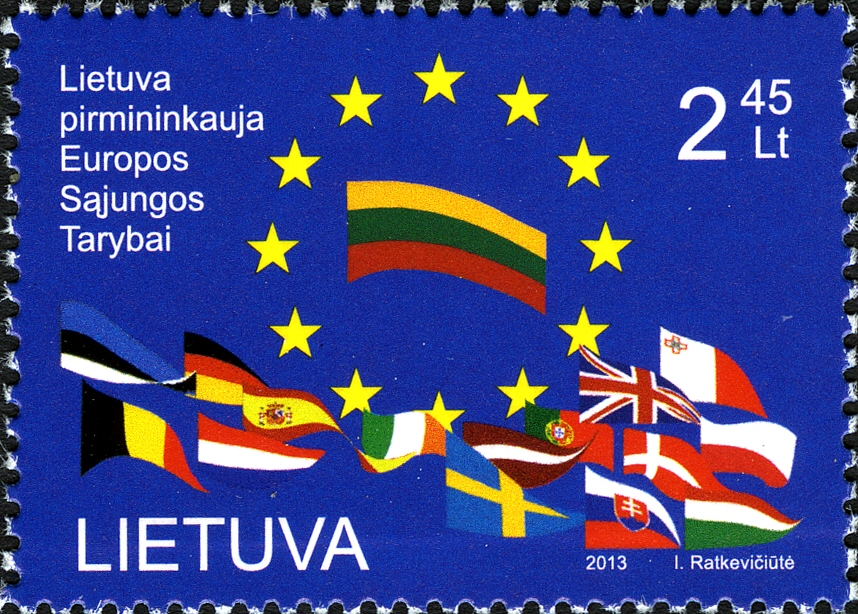
Segell dedicat a la presidència de Lituània de la Unió Europea. Correus de Lituània, 2013.

Lituània ha establert relacions diplomàtiques amb 149 països.
L'any 2011, Lituània va acollir la reunió del Consell Ministerial de l'Organització per a la Seguretat i la Cooperació a Europa. Durant la segona meitat de 2013, Lituània va assumir el paper de presidència de la Unió Europea.
Lituània també està activa en el desenvolupament de la cooperació entre els països del nord d'Europa. És membre de l'Assemblea Bàltica, del Consell de Ministres intergovernamental del Bàltic i del Consell d'Estats de la Mar Bàltica.
Lituània també coopera amb els països nòrdics i els altres dos països bàltics mitjançant el format NB8. Un format similar, NB6, uneix els membres nòrdics i bàltics de la UE. L'objectiu d'NB6 és discutir i acordar posicions abans de presentar-les al Consell de la Unió Europea i a les reunions dels ministres d'Afers Exteriors de la UE.

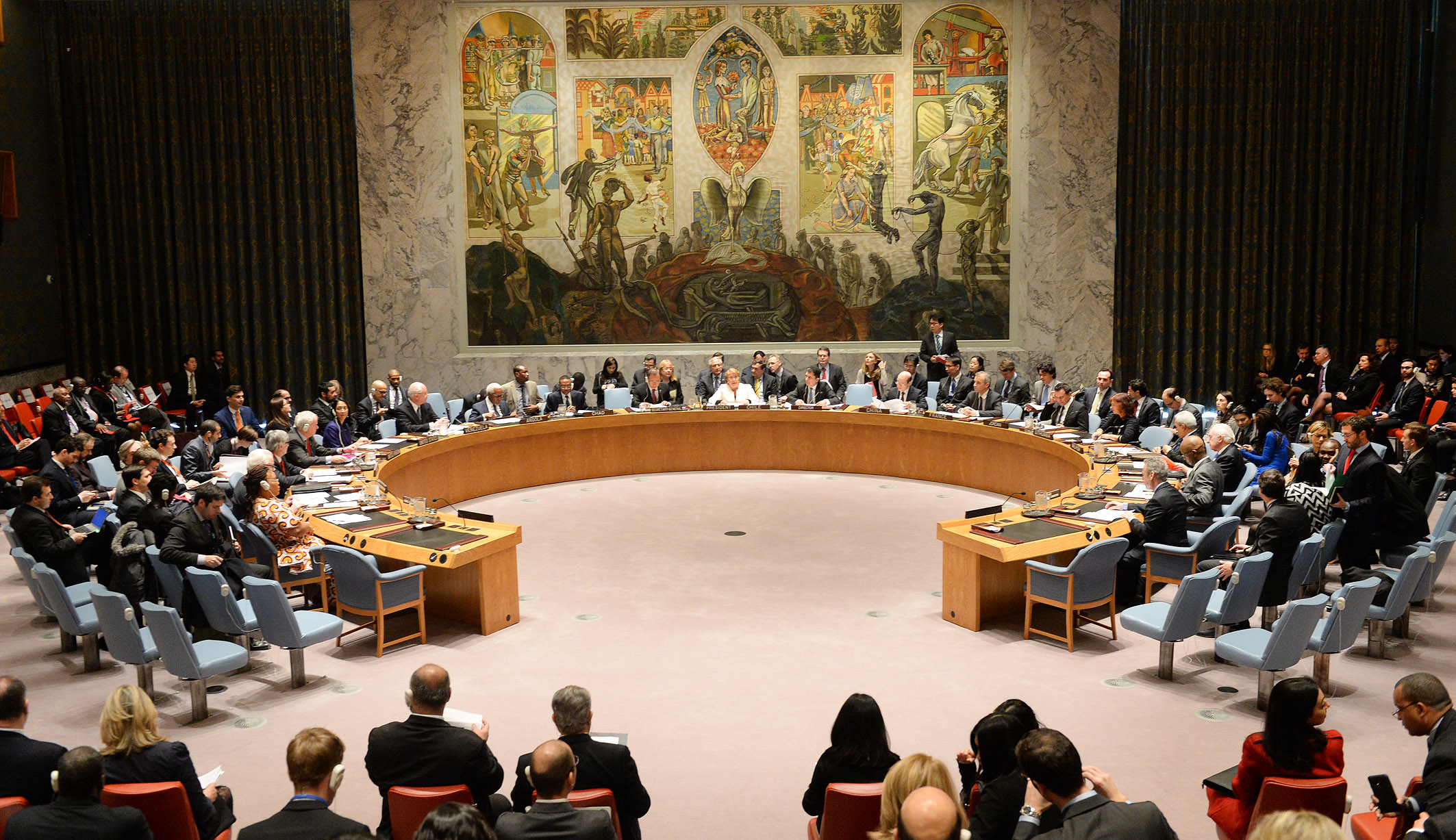
Lituània va ser recentment membre del Consell de Seguretat de les Nacions Unides. Els seus representants estan al costat dret.

El Consell d'Estats de la Mar Bàltica (CBSS) es va establir a Copenhaguen el 1992 com a fòrum polític regional informal. El seu objectiu principal és promoure la integració i l'estret contacte entre els països de la regió. Els membres del CBSS són Islàndia, Suècia, Dinamarca, Noruega, Finlàndia, Alemanya, Lituània, Letònia, Estònia, Polònia, Rússia i la Comissió Europea. Els seus estats observadors són Belarús, França, Itàlia, Països Baixos, Romania, Eslovàquia, Espanya, els Estats Units, el Regne Unit i Ucraïna.
El Consell Nòrdic i Lituània participen en la cooperació política per assolir objectius mutus i determinar noves tendències i possibilitats de cooperació conjunta. L'oficina d'informació del consell té com a objectiu difondre els conceptes nòrdics i demostrar i promoure la cooperació nòrdica.
Lituània, juntament amb els cinc països nòrdics i els altres dos països bàltics, és membre del Banc Nòrdic d'Inversions (NIB) i coopera en el seu programa NORDPLUS, que està compromès amb l'educació.
El Bàltic Development Forum (BDF) és una organització independent sense ànim de lucre que uneix grans empreses, ciutats, associacions empresarials i institucions de la regió del mar Bàltic. El 2010 es va celebrar la 12a cimera del BDF a Vílnius.
Polònia va donar un gran suport a la independència de Lituània, malgrat el tractament discriminatori de Lituània a la seva minoria polonesa. L'antic líder de Solidarność i president polonès Lech Wałęsa va criticar el govern de Lituània per la discriminació contra la minoria polonesa i va rebutjar l'Orde de Vytautas el Gran de Lituània. Lituània manté relacions mútues molt càlides amb Geòrgia i dona suport fermament a les seves aspiracions a la Unió Europea i a l'OTAN. Durant la Guerra a Ossètia del Sud (2008) l'any 2008, quan les tropes russes ocupaven el territori de Geòrgia i s'acostaven cap a la capital de Geòrgia, Tbilisi, el president Valdas Adamkus, juntament amb els presidents polonès i ucraïnès, es van dirigir a Tbilisi responent a la petició dels georgians del assistència internacional. Poc després, els lituans i l’Església catòlica lituana també van començar a recollir suport financer per a les víctimes de la guerra.
El 2004-2009, Dalia Grybauskaitė va exercir com a comissària europea de Programació Financera i Pressupost dins la Comissió dirigida per José Manuel Barroso.
L'any 2013, Lituània va ser escollida membre del Consell de Seguretat de les Nacions Unides per a un mandat de dos anys, convertint-se en el primer país bàltic elegit per a aquest càrrec. Durant la seva pertinença, Lituània va donar suport actiu a Ucraïna i sovint va condemnar Rússia per la guerra a Ucraïna, guanyant immediatament una gran estima dels ucraïnesos. A mesura que avançava la Guerra al Donbàs, la presidenta Dalia Grybauskaitė ha comparat el president rus Vladímir Putin amb Ióssif Stalin i amb Adolf Hitler, també ha qualificat Rússia d'«estat terrorista». El 2018, Lituània, juntament amb Letònia i Estònia, van rebre l' Internationaler Preis des Westfälischen Friedens – pel seu model excepcional de desenvolupament democràtic i contribució a la pau al continent. El 2019, Lituània va condemnar l'ofensiva turca al nord-est de Síria. El desembre de 2021, Lituània va informar que en una escalada de la discussió diplomàtica amb la Xina sobre les seves relacions amb Taiwan, Xina havia aturat totes les importacions de Lituània.
El president de Lituània, Gitanas Nausėda, va demanar més tropes de l'OTAN el 22 d'abril de 2022, dient que l'OTAN hauria d'augmentar el seu desplegament de tropes a Lituània i en altres llocs del flanc oriental d'Europa després de la Invasió russa d'Ucraïna del 2022, durant una reunió a Vílnius.

### Forces armades

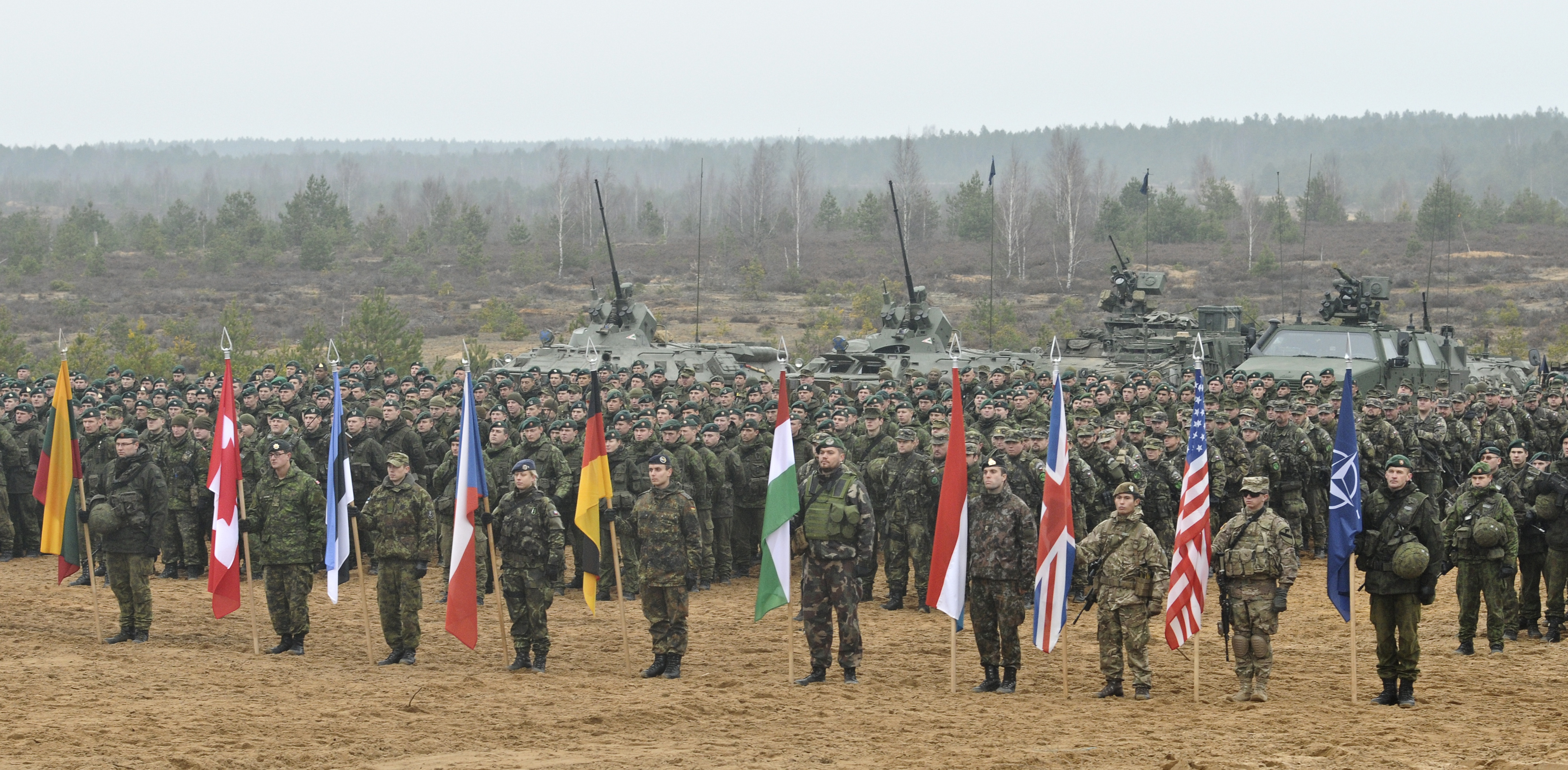
Soldats de l'exèrcit lituà amb els seus aliats de l'OTAN durant Iron Sword 2014

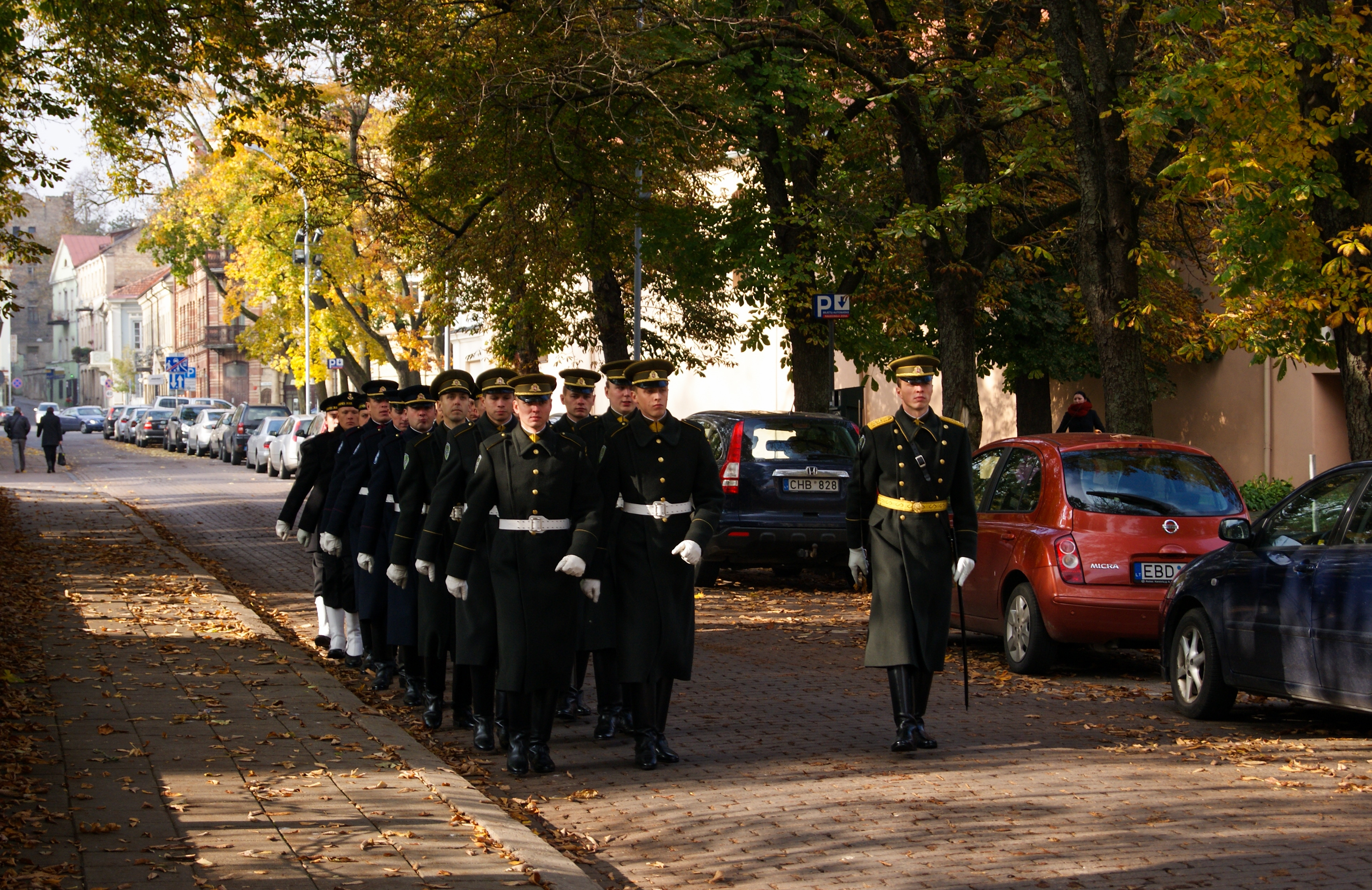
Soldats de l'exèrcit lituà marxant amb els seus uniformes a Vílnius. Un oficial destaca amb una espasa.

Les Forces Armades de Lituània és el nom de les forces armades unificades de la Força Terrestre Lituana, Força Aèria Lituana, la Força Naval de Lituània, la Força d'Operacions Especials de Lituània i altres unitats: Comandament Logístic, Comandament de Formació i Doctrina, Batalló de Quarter General, Policia Militar. Subordinades directament al Cap de Defensa estan les Forces especials i la Policia Militar. Les Forces de Reserva estan sota el comandament de les Forces de Voluntaris de Defensa Nacional de Lituània.
Les Forces Armades lituanes estan formades per uns 20.000 membres actius, que poden ser ampliats per forces de reserva. El reclutament obligatori va acabar el 2008, però es va reintroduir el 2015. Actualment, les Forces Armades lituanes tenen personal desplegat en missions internacionals a l'Afganistan, Kosovo, Mali i Somàlia.
Lituània es va convertir en membre de ple dret de l'OTAN el març de 2004. Els avions de caça dels membres de l'OTAN estan desplegats a la base aèria de Šiauliai i proporcionen seguretat a l'espai aeri del Bàltic.
Des de l'estiu de 2005, Lituània forma part de la Força Internacional d'Assistència i de Seguretat a l'Afganistan (ISAF), liderant un Equip de Reconstrucció Provincial (PRT) a la ciutat de Tshaghtsharan a la Província de Ghur. El PRT inclou personal de Dinamarca, Islàndia i els EUA. També hi ha unitats de forces d'operacions especials a l'Afganistan, col·locades a la Província de Kandahar. Des que es va unir a les operacions internacionals el 1994, Lituània ha perdut dos soldats: el tinent Normundas Valteris va caure a Bòsnia, mentre el seu vehicle patrulla passava per sobre d'una mina. I el sergent Arūnas Jarmalavičius va resultar ferit de mort durant un atac al campament del seu Equip Provincial de Reconstrucció a l'Afganistan.
La Política de Defensa Nacional de Lituània té com a objectiu garantir la preservació de la independència i la sobirania de l'estat, la integritat de la seva terra, aigües territorials i espai aeri, i el seu ordre constitucional. Els seus principals objectius estratègics són defensar els interessos del país i mantenir i ampliar les capacitats de les seves forces armades perquè puguin contribuir i participar en les missions dels estats membres de l'OTAN i de la Unió Europea.
El ministeri de defensa és responsable de les forces de combat, la recerca i el rescat i les operacions d'intel·ligència. Els 5.000 guàrdies fronterers estan sota la supervisió del Ministeri de l'Interior i s'encarreguen de la protecció fronterera, el passaport i els drets de duana, i comparteixen la responsabilitat amb l'armada de la prohibició del contraban i del narcotràfic. Un departament de seguretat especial s'encarrega de la protecció VIP i la seguretat de les comunicacions. El 2015 es va crear el Centre Nacional de Ciberseguretat de Lituània. L'organització paramilitar La Unió de Fusilers Lituans actua com a institució civil d'autodefensa.
Segons l'OTAN, el 2020, Lituània va destinar el 2,13% del seu PIB a la defensa nacional. Durant molt de temps, sobretot després de la Crisi financera global del 2007-2012, Lituània va quedar enrere dels aliats de l'OTAN en termes de despesa en defensa. No obstant això, en els últims anys ha començat a augmentar ràpidament el finançament, superant la pauta de l'OTAN del 2% el 2019.

## Economia

Evolució del PIB real per càpita d'Estònia, Letònia i Lituània

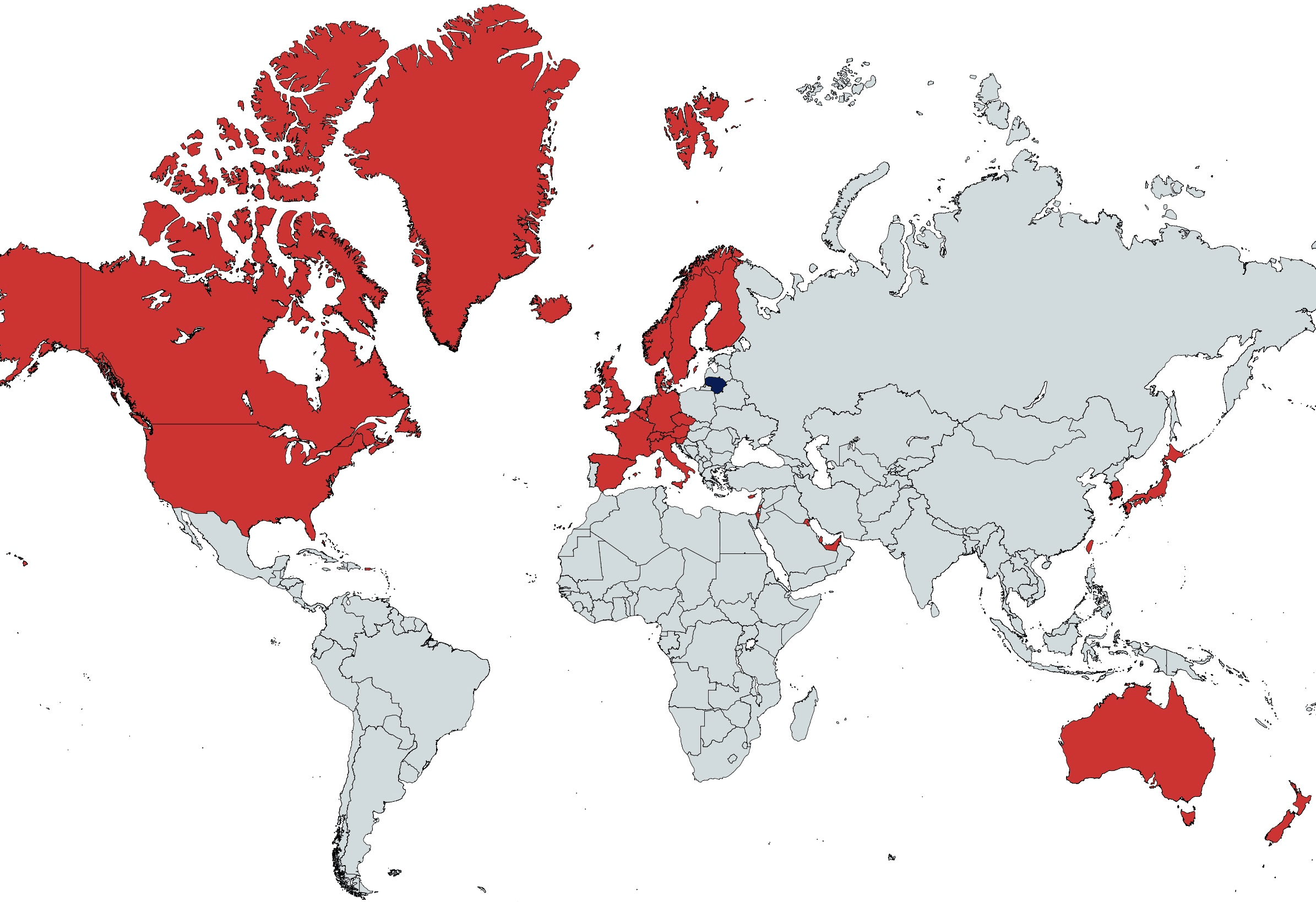
PIB per càpita de Lituània en comparació amb la resta del món (2022)

Lituània té una economia mixta que el Banc Mundial classifica com a economia d'ingressos elevats. Segons dades del 2016, els tres sectors més importats de l'economia lituana són els serveis (68,3% del PIB), la indústria (28,5%) i l'agricultura (3,3%). L'Informe de Competitivitat Global del Fòrum Econòmic Mundial situa Lituània al 41è lloc (de 137 països classificats).
L'agricultura lituana ha estat tradicionalment la provisora de queviures. Però des dels anys 40 s'ha industrialitzat molt ràpidament, tot i que l'agricultura encara és important (potser encara una cinquena part de la població activa s'hi dedica, ja que el 53,9% de la terra és de conreu, mentre encara el 30,4% són boscos i el 7,6% pastures). També és força important la ramaderia. Els productes agrícoles i els aliments representen el 18,3% de les exportacions; altres grans sectors inclouen productes químics i plàstics (17,8%), maquinària i electrodomèstics (15,8%), productes minerals (14,7%), fusta i mobles (12,5%). Segons dades del 2016, més de la meitat de totes les exportacions lituanes es dirigeixen a 7 països, inclosos Rússia (14%), Letònia (9,9%), Polònia (9,1%), Alemanya (7,7%), Estònia (5,3%), Suècia (4,8%) i Regne Unit (4,3%). Les exportacions van representar el 81,31 per cent del PIB de Lituània el 2017.
El PIB lituà va experimentar taxes de creixement real molt elevades durant la dècada fins al 2009, amb un màxim de l'11,1% el 2007. Com a resultat, el país va ser sovint anomenat Tigre Bàltic. No obstant això, l'any 2009 a causa d'una crisi financera mundial marcada va experimentar un descens dràstic: el PIB es va contraure un 14,9% i la taxa d'atur va arribar al 17,8% el 2010 Després de la caiguda del 2009, el creixement econòmic anual lituà ha estat molt més lent en comparació amb els anys anteriors al 2009. Segons l'FMI, les condicions financeres afavoreixen el creixement i els indicadors de solidesa financera segueixen sent forts. La ràtio de deute públic el 2016 va baixar fins al 40% del PIB, en comparació amb el 42,7 del 2015 (abans de la crisi financera mundial: el 15% del PIB el 2008).

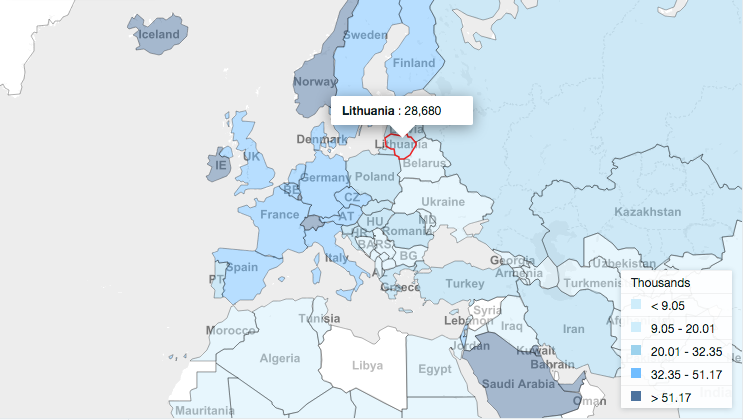
Lituània, INB per càpita, PPA ($ internacionals actuals), 2016

De mitjana, més del 95% de tota la inversió estrangera directa a Lituània prové de països de la Unió Europea. Suècia és històricament l'inversor més gran amb entre el 20% i el 30% de tota la IED a Lituània. La IED a Lituània va augmentar l'any 2017 i va assolir el nombre més alt de projectes d'inversió de greenfield mai registrat. L'any 2017, Lituània va ser el tercer país, després d'Irlanda i Singapur, pel valor mitjà de treball dels projectes d'inversió. Els Estats Units van ser el principal país d'origen el 2017, el 24,59% de la IED total. Els següents són Alemanya i el Regne Unit, cadascun representant l'11,48% del nombre total de projectes. Segons les dades d'Eurostat, el 2017, el valor de les exportacions lituanes va registrar el creixement més ràpid no només als països bàltics, sinó també a tot Europa, que va ser del 16,9 %.
Econòmicament, el país es divideix en quatre zones. Lituània Est té un sector industrial diversificat i en expansió (metal·lúrgia, manufactures, fusteres i indústria lleugera). La zona sud posseeix la meitat dels recursos energètics i aquàtics i té metal·lúrgiques, manufactures i alimentàries (sobretot per la ramaderia i la bleda-rave). El Nord de Lituània té poca indústria però és una important zona grangera (cereals i bleda rave). La zona Oest és més coneguda per les drassanes, reparació de vaixells i pesca.
Lituània es va unir a l'OTAN el 2004, la UE el 2004, Schengen el 2007 i l'OCDE el 2018
L'1 de gener de 2015, l'euro es va convertir en la moneda nacional, substituint les litas a la taxa d'1,00 EUR = 3,45280 LTL.
En el període comprès entre el 2004 i el 2016, un de cada cinc lituans va emigrar, principalment a causa dels ingressos insuficients per als residents; en segon lloc per anar a estudiar a l'estranger. L'emigració a llarg termini i el creixement de l'economia ha donat lloc a una escassetat notable del mercat laboral i el creixement dels salaris ha estat més gran que el creixement de l'eficiència laboral. La taxa d'atur el 2017 va ser del 8,1%.

Una representació proporcional de les exportacions de Lituània, 2019

A partir del 2021, la riquesa mitjana de Lituània per adult era de 28.400 dòlars (la mitjana era de 63.500 dòlars), mentre que la riquesa nacional total era de 138.000 milions de dòlars. A desembre de 2022, el salari brut mensual mitjà a Lituània era de 2.042 €. Tot i que, el cost de la vida al país també és prou inferior amb el nivell de preus de la despesa en consum final de les llars (HFCE) - 63, sent un 39% inferior a la mitjana de la UE - 102 el 2016.
Lituània té un tipus impositiu fix en lloc d'un esquema progressiu. Segons Eurostat, les taxes de l'impost sobre la renda de les persones físiques (15%) i de l'impost de societats (15%) a Lituània es troben entre les més baixes de la UE. El país té el tipus implícit d'impost sobre el capital més baix (9,8%) de la UE. La taxa de l'impost de societats a Lituània és del 15% i del 5% per a les petites empreses. A Lituània funcionen 7 zones econòmiques lliures.
La producció de tecnologies de la informació està creixent al país, arribant als 1.900 milions d'euros el 2016. Només el 2017, 35 empreses FinTech van arribar a Lituània, com a resultat dels procediments simplificats del govern lituà i del Banc de Lituània per obtenir llicències per a les activitats de diners electrònics i institucions de pagament. El primer centre internacional de Blockchain d'Europa es va llançar a Vílnius el 2018. Lituània ha concedit un total de 39 llicències de diners electrònics, la segona a la UE només per darrere del Regne Unit amb 128 llicències. El 2018 Google va crear una empresa de pagament a Lituània.

### Empreses
Empreses més grans de Lituània el 2021, per ingressos:
| Classificació | Nom                                   | Seu       | Ingressos (bil. €) | Empleats | Indústria                     |
| ------------- | ------------------------------------- | --------- | ------------------ | -------- | ----------------------------- |
| 0 1.          | Orlen Lietuva, AB                     | Mažeikiai | 4.263              | 1.427    | Oli, benzina                  |
| 0 2.          | Thermo Fisher Scientific Baltics, UAB | Vílnius   | 1.941              | 1.790    | Biotecnologia, farmacèutica   |
| 0 3.          | Maxima LT, UAB                        | Vílnius   | 1.759              | 12.339   | Comerç al detall              |
| 0 4.          | Girteka Logistics, UAB                | Vílnius   | 1.145              | 1.516    | Logística                     |
| 0 5.          | Lietuvos Energijas, UAB               | Vílnius   | 0,862              | 325      | Energia                       |
| 0.            | Linas Agro Group, AB                  | Panevėžys | 0,743              | 120      | Agroindústria                 |
| 0.            | Viada LT, UAB                         | Vílnius   | 0,688              | 1.098    | Gasolineres                   |
| 0 8.          | Sanitex, UAB                          | Kaunas    | 0,618              | 1.189    | Mercaderia general, logística |
| 0 9.          | Achema, AB                            | Jonava    | 0,590              | 1.238    | Fertilitzant                  |
| 0 10.         | Lidl Lietuva, UAB                     | Vílnius   | 0,578              | 2.513    | Venda al detall               |

### Agricultura
L'agricultura a Lituània data del Neolític, entre 3.000 i 1.000 aC. Ha estat una de les ocupacions més importants de Lituània durant molts segles. L'adhesió de Lituània a la Unió Europea el 2004 va inaugurar una nova era agrícola. La UE persegueix un estàndard molt alt de seguretat i puresa alimentària. L'any 1999, el Seimas (parlament) de Lituània va adoptar una Llei de seguretat dels productes i l'any 2000 va adoptar una Llei d'alimentació. La reforma del mercat agrari s'ha dut a terme a partir d'aquestes dues lleis.
El 2016, la producció agrícola a Lituània va ser de 2.290 milions d'euros. Els cultius de cereals van ocupar la major part (5709,7 tones), altres conreus significatius són: remolatxa sucrera (933,9 tones), colza (392,5 tones) i patates (340,2 tones). Des de Lituània es van exportar productes per un total de 4.385,2 milions d'euros a mercats estrangers, dels quals 3.165,2 milions d'euros eren d'origen lituà. Les exportacions de productes agrícoles i alimentaris van representar el 19,4% de totes les exportacions de béns del país.
L'Agricultura ecològica és cada cop més popular a Lituània. La condició de productors i productors ecològics del país és atorgada per l'organisme públic Ekoagros. L'any 2016 hi havia 2539 finques d'aquest tipus que ocupaven 225.541,78 hectàrees. D'aquests, un 43,13% eren cereals, un 31,22% herbes perennes, un 13,9% lleguminoses i un 11,75% altres.

### Ciència i Tecnologia
La fundació de la Universitat de Vílnius el 1579 va ser un factor important per establir una comunitat científica local a Lituània i establir connexions amb altres universitats i científics d'Europa. Georg Forster, Jean-Emmanuel Gilibert, Johann Peter Frank i molts altres científics visitants han treballat a la Universitat de Vílnius. Kazimieras Simonavičius, expert en artilleria lituana del Gran Ducat de Lituània, va ser un pioner en Coets, que va publicar Artis Magnae Artilleriae el 1650 que durant més de dos segles es va utilitzar a Europa com a manual bàsic d'artilleria i conté un gran capítol sobre calibre, construcció, producció i propietats dels coets (per a finalitats militars i civils), inclosos els coets multietapa, les bateries de coets i els coets amb estabilitzadors d'ala delta. Un botànic Jurgis Pabrėža (1771–1849), va crear la primera guia sistemàtica de la flora lituana Taislius auguminis (Botànica), escrita en dialecte samogit, el diccionari llatí-lituà de noms de plantes, primer llibre de text lituà de geografia. El científic alemany Theodor Grotthuss (1785–1822), que va proposar el mecanisme de Grotthuss, va viure i treballar a la Gedučiai manor on va guanyar protagonisme entre la població local pel seu esforç per educar els pagesos i millorar-ne el benestar.
Durant el període d'entreguerres van sorgir científics humanitaris i socials com Vosylius Sezemanas, Levas Karsavinas, Mykolas Römeris. A causa de les guerres mundials, la ciència i els científics lituans van patir molt pels ocupants, però alguns d'ells van assolir èxits de classe mundial al llarg de la seva vida. Sobretot, Antanas Gustaitis, Vytautas Andrius Graičiūnas, Marija Gimbutas, Biruté Galdikas, AJ Kliorė, Algirdas Julius Greimas, medievalista Jurgis Baltrušaitis, Algirdas Antanas Avižienis. Jonas Kubilius, rector a llarg termini de la Universitat de Vílnius és conegut pels treballs de teoria probabilística dels nombres, model de Kubilius, teorema de Kubilius i desigualtat Turan–Kubilius porten el seu nom. Jonas Kubilius va resistir amb èxit els intents de russificar la Universitat de Vílnius.
Actualment, el país es troba entre el grup d'innovadors moderats de l’Índex d'Innovació Internacional. i a l'European Innovation Scoreboard ocupa el 15è lloc entre els països de la UE. Lituània va ocupar el lloc 39 de l’Índex d'Innovació Global el 2021
Els làsers i la biotecnologia són camps emblemàtics de la indústria de la ciència i l'alta tecnologia lituana. La lituània «Šviesos konversija» (conversió de llum) ha desenvolupat un sistema làser de femtosegon que té un 80% de quota de mercat a tot el món i s'utilitza en la investigació de l'ADN, cirurgies oftalmològiques, la indústria de la nanotecnologia i la ciència. El Centre d'Investigació Làser de la Universitat de Vílnius ha desenvolupat un dels làsers de femtosegons més potents del món dedicat principalment a les malalties oncològiques. El 1963, Vytautas Straižys i els seus companys de feina van crear un sistema fotomètric de Vilnius que s'utilitza en astronomia.

## Educació
Segons Invest in Lithuania, Lituània té el doble de persones amb educació superior que la mitjana de la Unió Europea a 15 i la proporció és la més alta del Bàltic. A més, el 90% dels lituans parlen almenys una llengua estrangera i la meitat de la població parla dos idiomes estrangers, principalment el rus, l'anglès, i el polonès.
La Universitat de Vílnius és una de les universitats més antigues del nord d'Europa i la universitat més gran de Lituània. La Universitat Tecnològica de Kaunas és la universitat tècnica més gran als Estats bàltics i la segona universitat més gran de Lituània. Altres universitats que inclouen la Universitat de Medicina de Kaunas, l'Acadèmia Lituana de Música i Teatre, la Universitat de Pedagogia de Vílnius, Vytautas Magnus University, la Universitat Mykolas Romeris, l'Acadèmia Lituana d'Educació Física, Vilnius Gediminas Technical University, la Jonas Zemaitis General de l'Acadèmia Militar de Lituània, la Universitat de Klaipeda,Acadèmia Veterinària de Lituània,Universitat d'Agrocultura de lituània, Siauliai i la Universitat de Vílnius, de l'Acadèmia de les Arts.

## Demografia
Segons les dades del darrer cens (1996), el repartiment ètnic de la República de Lituània, que no ha variat gaire, és:

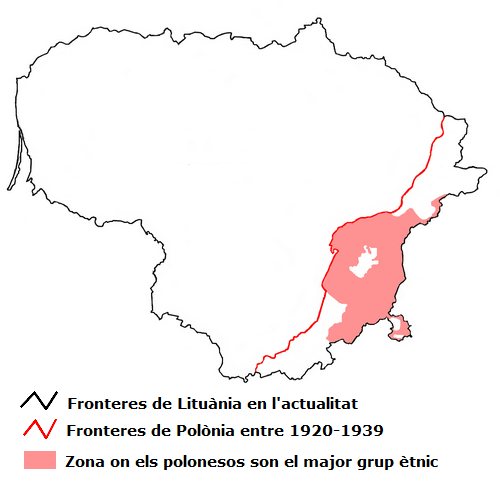
Situació dels polonesos a Lituània

- 3.016.000 (81,6%) lituans, ètnia de parla indoeuropea (grup bàltic) i religió majoritàriament catòlica romana amb minories protestants i de pomors o «vells creients».
- 304.000 (8,2%) russos, ètnia de parla eslava i religió ortodoxa, molts d'ells emigrats durant el règim soviètic. Establerts principalment a les grans ciutats, com Kaunas i Vílnius, molts han tornat cap a Rússia (eren el 9,3% el 1990).
- 259.500 (7,0%) polonesos, ètnia de parla eslava (dialecte tutejszy) i religió catòlica romana. Viuen principalment als antics districtes de Vílnius (on eren el 73,6% al districte i el 20% a la ciutat), Šalčininkaii (el 80%), Trakai (el 33,8%) i Švenčionys (el 28,8%).
- 55.600 (1,5%) belarussos, ètnia de parla eslava i religió ortodoxa, majoritàriament a l'àrea de Vílnius.
- 37.000 (1,0%) ucraïnesos, ètnia de parla eslava i religió ortodoxa autocèfala.
- 11.000 (0,3%) jueus, ètnia de religió judaica i parla yiddish, russa o lituana, majoritàriament a Vílnius o Kaunas.
- 5.135 (0,13%) tàtars de Lituània, dels quals només el 32% parlen el seu dialecte turc, però tots conserven la religió musulmana. Viuen a Vílnius i a Trakai, i la majoria ja parlen lituà.
- 4.200 (0,12%) letons, ètnia de parla bàltica indoeuropea i religió majoritàriament protestant.
- 3.500 (0,1%) alemanys, ètnia indoeuropea de religió protestant, principalment a Klaipeda, antiga Memel.
- 300 (0,01%) caraïtes, ètnia de religió judaica sectària i que alguns encara parlen un dialecte turc, el karaïm (potser un terç). Viuen a Trakai, a l'Est de Vílnius.

## Religió
El 2005, el 79% dels lituans pertanyia a l'Església Catòlica Romana. La majoria són catòlics des de la cristianització de Lituània a finals del segle xiv i principis del segle xv. Alguns sacerdots va liderar activament la resistència contra el règim comunista (simbolitzat pel turó de les creus). L'assistència a l'església s'ha incrementat des del final de la Unió Soviètica.
Al segle xvi, el protestantisme va començar a estendre's a l'Europa occidental.
A la primera meitat del segle xx, l'Església Protestant luterana hi havia al voltant de 200.000 membres, el 9% de la població total, encara que el luteranisme ha disminuït des de 1945. Petites comunitats protestants estan disperses per tot el nord i l'oest del país. Els creients i el clergat van patir molt durant l'ocupació soviètica, amb molts morts, torturats o deportats a Sibèria. Diverses esglésies protestants han establert missions a Lituània des de 1990. 4,9% són ortodoxos orientals (sobretot entre la minoria russa), l'1,9% són protestants i el 9,5% no tenen religió.
Lituània va ser històricament la llar d'una comunitat jueva gran i influent que s'elimina quasi per complet durant l'Holocaust. La notable presència primer de l'islam a Lituània es va iniciar al segle xiv. A partir d'aquest moment en què s'associa principalment amb els tàrtars de Lipka (també coneguts com els tàrtars de Lituània), molts dels quals es van establir en polonès-lituana mentre segueixen amb les seves tradicions i creences religioses.
Segons l'última enquesta Eurobaròmetre del 2005, 12% va dir que «no crec que hi hagi cap mena d'esperit, déu, o força de vida», el 36% va respondre que «ells creuen que hi ha una mena d'esperit o la vida la força» i el 49% dels ciutadans lituans va respondre que «ells creuen que hi ha un Déu».